# De Duivelsgrot
De Duivelsgrot was een Nederlandse jeugdserie, uitgezonden door de AVRO in acht maandelijkse afleveringen van 13 november 1963 tot en met 27 mei 1964.

## Verhaal
Het verhaal is (in het begin) gebaseerd op het boek Naar het middelpunt der aarde van Jules Verne, maar gaat daarna een geheel andere kant op. Het gaat over een professor in de geologie die met zijn neef en een derde man afreist naar het middelpunt der aarde. Eerder vonden ze in een oud boek een perkament in geheimtaal, dat hen op het spoor bracht van de toegang naar die geheimzinnige plek (tot zover Jules Verne, die sprak over de Snæfellsjökull op IJsland). Wat ze diep onder de grond aantreffen, is echter een schacht waardoor een buitenaards ruimteschip landt en vertrekt. De bemanning daarvan, drie buitenaardse wezens, hebben niet het beste met de Aarde voor en beschikken onder andere over een kap die je, als je hem op je hoofd krijgt, willoos maakt. Uiteindelijk weten ze de vreemde wezens te overwinnen.

## Afleveringen en rolverdeling
Afleveringen:
- Deel 1 (13-11-1963): Een document verdwijnt
- Deel 2 (11-12-1963): Dick raakt in paniek
- Deel 3 (08-01-1964): Bedreiging vanuit de ruimte
- Deel 4 (05-02-1964): Geen retour voor Tranti
- Deel 5 (04-03-1964): Vuur dan, Emoa
- Deel 6 (01-04-1964): Hans zet alles op alles
- Deel 7 (29-04-1964): Welterusten professor
- Deel 8 (27-05-1964): Volle energie, Tranti

Rolverdeling:
- Bernard Brukkel, boekverkoper — Jan Verhoeven
- Professor Librock — Arend Hauer
- Zijn neef Dick Roudon — Jan Kieboom
- Huishoudster Hilda — Riek Schagen
- Zigeuner Janos — Ton Berger
- Hans Wester, speleoloog — Wim de Meijer
- Bobet — John te Slaa
- Voxola — Marijke Bakker
- Emoa — Betsie Smeets
- Tranti — Philippine Aeckerlin